# César Vega
César Javier Vega Perrone (2 września 1959) – piłkarz urugwajski, obrońca.
Vega rozpoczął karierę piłkarską w 1975 w klubie Danubio FC, w którym spędził aż 10 lat. Będąc jeszcze graczem Danubio 2 sierpnia 1984 zadebiutował w reprezentacji Urugwaju w meczu z Argentyną, zakończonym wynikiem 0:0.
W 1985 został piłkarzem klubu Progreso Montevideo, którego barwy reprezentował w finałach mistrzostw świata w 1986 roku. Urugwaj dotarł do 1/8 finału, jednak Vega, któremu przydzielono koszulkę z numerem 13 nie zagrał w żadnym meczu. Po mistrzostwach przeniósł się do Meksyku by grać w klubie Atlante FC. W 1988 został piłkarzem argentyńskiego klubu Deportivo Mandiyú. W 1992 wrócił do Urugwaju, by zakończyć karierę w klubie Central Español Montevideo.
W latach 1983–1986 Vega rozegrał w reprezentacji Urugwaju 7 meczów. Nigdy nie wziął udziału w turnieju Copa América.